# Principals llocs miners de Valònia
Els principals llocs miners de Valònia són una sèrie de quatre mines antigues situades a Valònia. Estan inscrites a la llista del Patrimoni de la Humanitat des del 2012.

## Història
Durant la revolució industrial del segle xix, la mineria i la indústria pesant estaven basades en el carbó formant una part important de l'economia de Bèlgica. La major part d'aquesta indústria minera, es va dur a terme al 'sillon industriel' ("vall industrial" en francès), una franja de terra que s'estén per tot el país, on es troben moltes de les majors ciutats de Valònia. Les localitats amb nom de tota la ciutat, totes elles situades dintre o prop de l'àrea de la vall industriel.
L'activitat minera a la zona es va reduir durant el segle xx, i avui aquestes quatre mines ja no estan en funcionament. Avui en dia cada una d'elles estan obertes al públic com a museus.

## Galeria

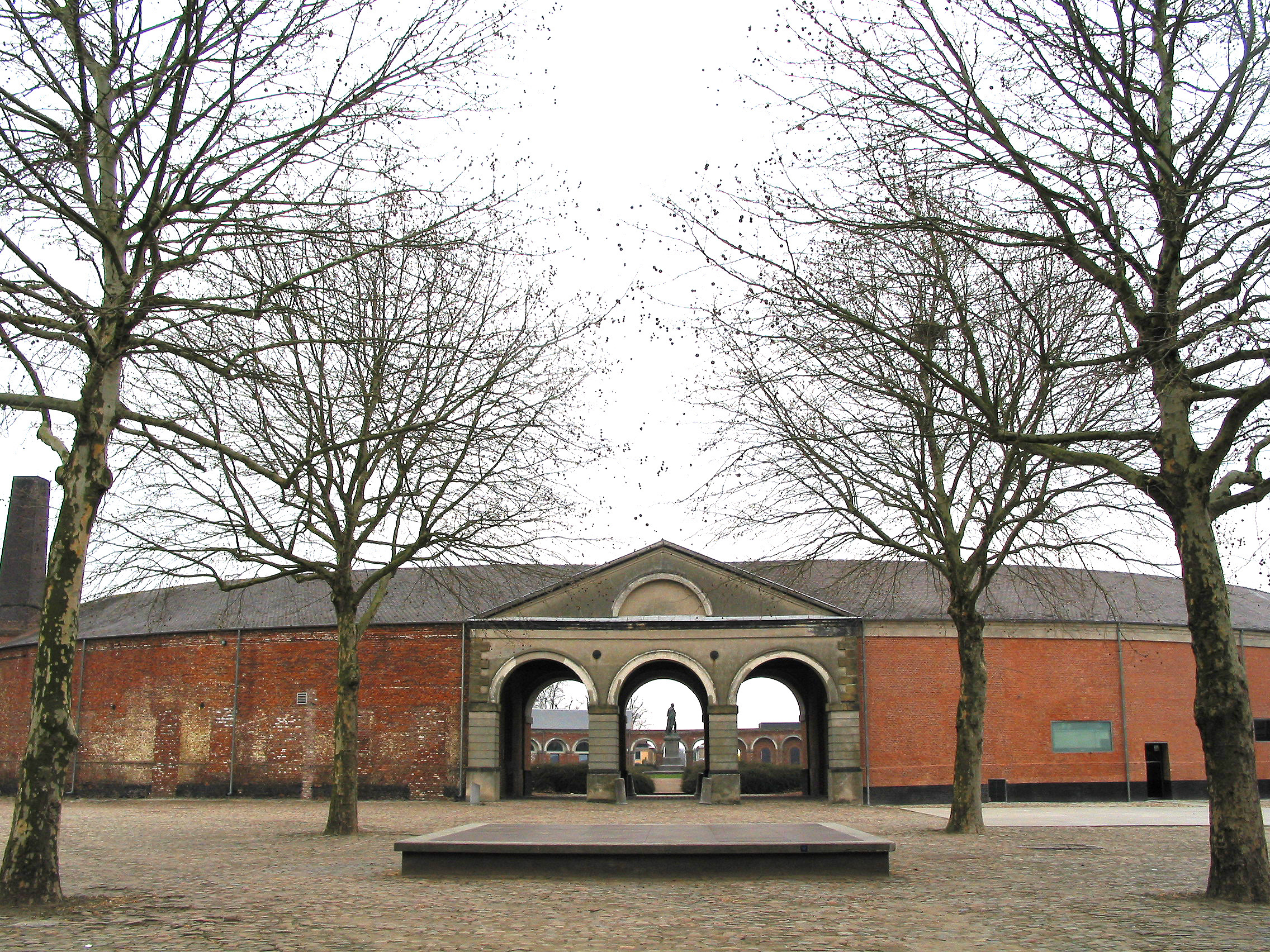
Le Grand-Hornu
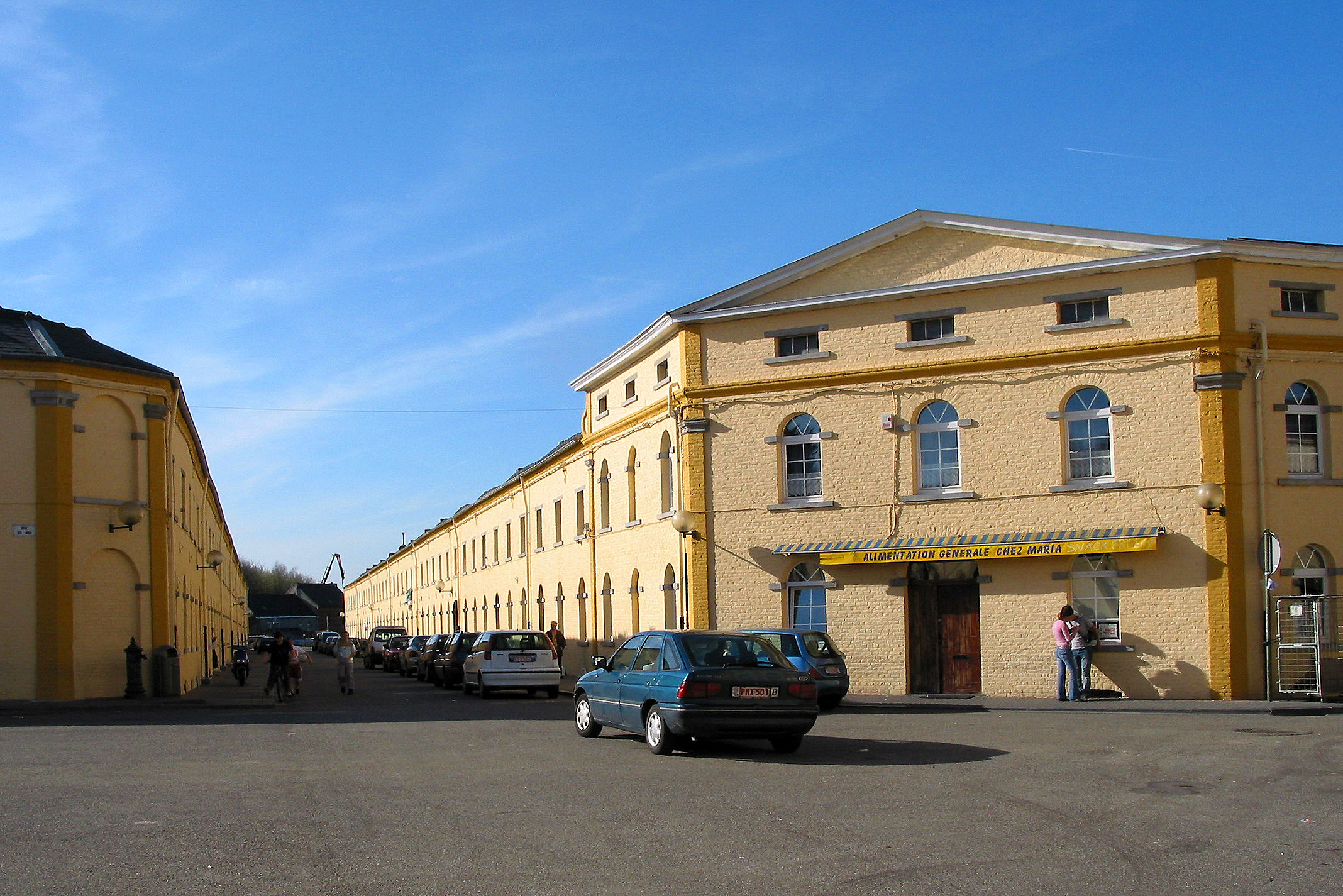
Bois-du-Luc
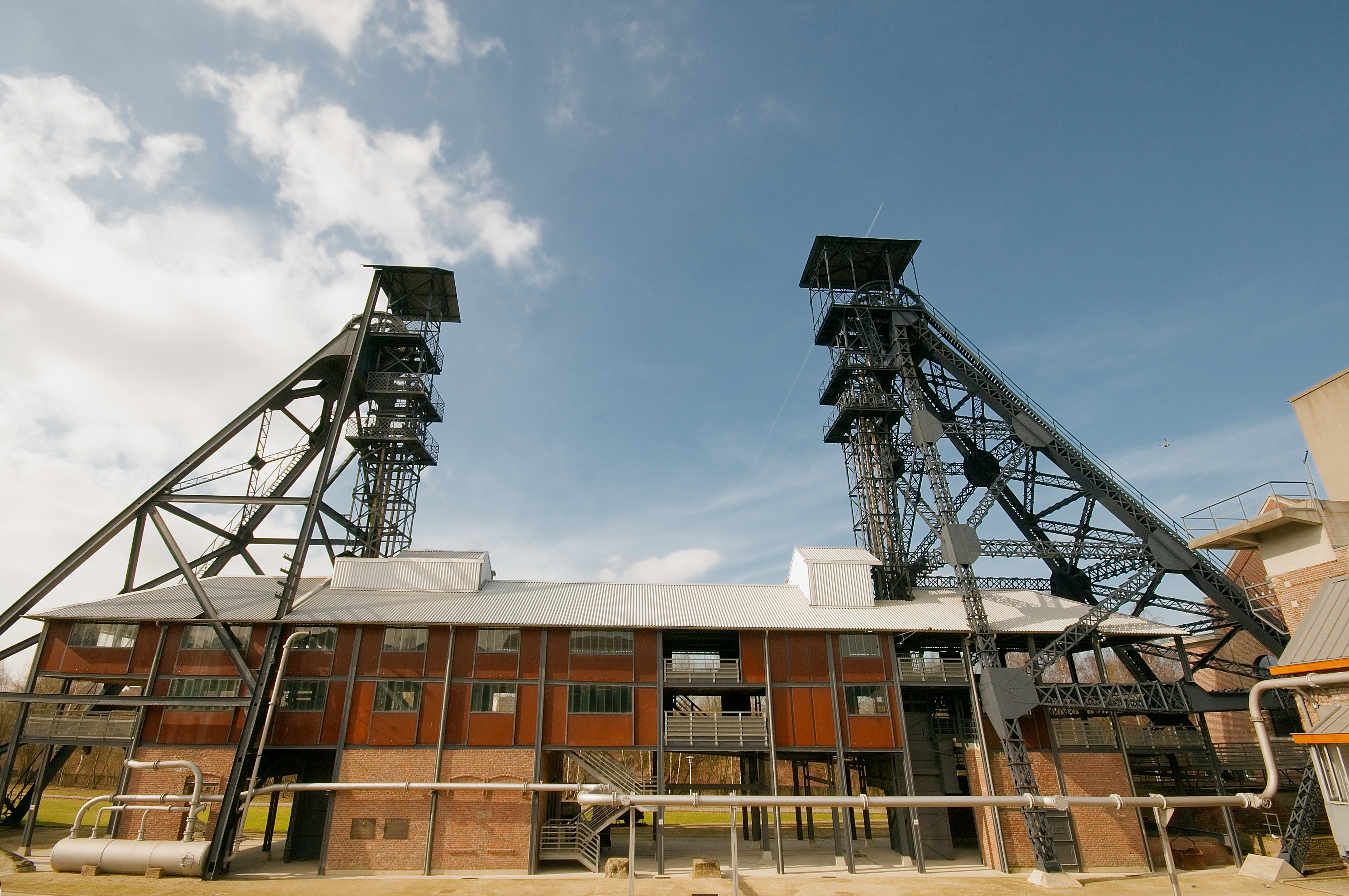
Bois du Cazier
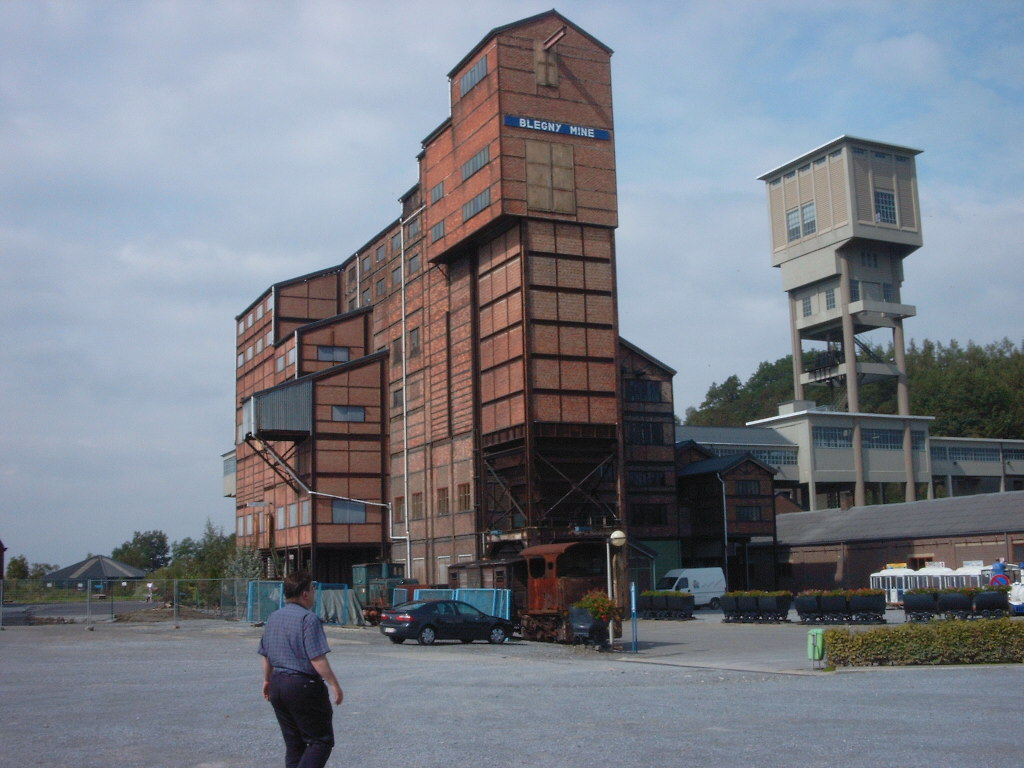
Blegny-Mine